# Natalya Donchenko
Natalya Sergeyevna Donchenko (russe : Наталья Сергеевна Донченко), née le 25 août 1932 à Moscou et morte le 11 juillet 2022, est une patineuse de vitesse soviétique.
Elle remporte aux Jeux olympiques d'hiver de 1960 à Squaw Valley la médaille d'argent sur le 500 mètres, sa dernière course au niveau international.

## Palmarès

### Jeux olympiques
- Médaille d'argent sur le 500 m aux Jeux olympiques de 1960